# Луп (герцог Фриуля)
Луп (итал. Lupo, лат. Lupus; погиб в 663 или 664) — герцог Фриуля (660/662—663/664).

## Биография

### Правление
Единственным нарративным источником, повествующим о герцоге Лупе, является «История лангобардов» Павла Диакона.
Луп был назначен герцогом Фриуля в период с 660 по 662 год, после смерти Аго. Став герцогом, он в первую очередь двинулся со своей конницей по мощённой дороге, построенной через море, на остров Градо, который был расположен недалеко от Аквилеи, и разграбил его. Затем он разграбил Аквилею и увёз оттуда церковные ценности.
Во время войны с Византией в 663 году лангобардский король Гримоальд, отправляясь на помощь осаждённому Беневенту, оставил Лупа на севере королевства, в Павии, в качестве регента. Луп за время отсутствия короля узурпировал всю власть в Павии и, как писал Павел Диакон: «вёл себя очень нагло». Когда король возвращался с похода, Луп бежал во Фриуль и поднял против него мятеж. Гримоальд для того чтобы предотвратить гражданскую войну в Италии подговорил аварского кагана разорить земли фриульского герцогства.
Каган пришёл со своей армией во Фриуль и встретился с Лупом в местечке Фловий, где между ними развернулось четырёхдневное сражение. Фриульцы держались три дня, но на четвёртый день в результате прихода к аварам крупного подкрепления, обратились в бегство. Сам Луп погиб в сражении. Это событие датируется 663 или 664 годом.

### Брак и дети
Имя жен Лупа неизвестно. Дети от этого брака:
- Арнефрит (погиб в 660-х годах) — герцог Фриуля после смерти отца.
- Теудерада — жена Ромуальда I, герцога Беневенто.